# Хуайбэй
Хуайбэ́й (кит. упр. 淮北, пиньинь Huáiběi, буквально: «к северу от реки Хуайхэ») — городской округ в провинции Аньхой КНР.

## История
В 1958 году в этих местах началась добыча угля. В апреле 1960 года на границе уездов Суйси и Сяосянь был образован город Суйси (濉溪市), подчинённый напрямую правительству провинции Аньхой. В апреле 1971 года город Суйси был переименован в Хуайбэй. В феврале 1977 года уезд Суйси был передан из состава округа Сусянь в подчинение властям города Хуайбэй.
В 1981 году из посёлка Лунчэн уезда Сяосянь был выделен в отдельную административную единицу посёлок Иньюань, который был передан в состав Хуайбэя, образовав анклав района Дуцзи.

## Административно-территориальное деление
Городской округ Хуайбэй делится на 3 района, 1 уезд
| Карта                      | Карта    | Карта     | Карта        | Карта            | Карта         |
| -------------------------- | -------- | --------- | ------------ | ---------------- | ------------- |
| Дуцзи Сяншань Лешань Суйси |          |           |              |                  |               |
| Статус                     | Название | Иероглифы | Пиньинь      | Население (2010) | Площадь (км²) |
| Район                      | Дуцзи    | 杜集区    | Dùjí qū      |                  |               |
| Район                      | Сяншань  | 相山区    | Xiàngshān qū |                  |               |
| Район                      | Лешань   | 烈山区    | Lièshān qū   |                  |               |
| Уезд                       | Суйси    | 濉溪县    | Suīxī xiàn   |                  |               |

## Экономика
Округ является крупным центром по разведению домашней птицы, переработке курятины и продаже яиц.